# Eupithecia bowmani
Eupithecia bowmani es una especie de polilla de la familia Geometridae. La especie fue descrita por primera vez por Cassino y Swett habiendo sido descrita en 1923, con distribución en las Montañas Rocosas. El holotipo de la especie fue descrita en los alrededores de Nordegg, Alberta. La envergadura es de unos 14 milímetros (0,6 plg). Se han registrado adultos de abril a julio.